# Pomnik Żołnierzy Wyklętych w Jaśle
Pomnik Żołnierzy Wyklętych – rzeźba Andrzeja Pityńskiego, znajdująca się przy placu Żwirki i Wigury w Jaśle. Upamiętnia wywodzących się z ziemi jasielskiej Żołnierzy Wyklętych oraz działaczy polskiego podziemia antykomunistycznego.

## Opis pomnika
Pomnik jest granitowym monumentem, na którym umieszczono odlany w brązie wizerunek Orła Białego z rozpostartymi skrzydłami, walczącego z trzema hydrami symbolizującymi wrogów narodu polskiego. Na cokole umieszczono napis: „Bóg, Honor, Ojczyzna” oraz tablicę upamiętniającą bohaterów i fundatorów dzieła.
27 września 2019, w 80 rocznicę powstania polskiego Państwa Podziemnego, odbyły się uroczystości związane z odsłonięciem pomnika.

## Pomysłodawcy i fundatorzy
Pomysłodawcą budowy był zarząd powiatu jasielskiego i środowiska kombatanckie. Środki na budowę pomnika pochodziły ze zbiórki publicznej przeprowadzonej przez Stowarzyszenie Oświatowo-Edukacyjne Zespołu Szkół nr 4 w Jaśle. Duży udział w sfinansowaniu przedsięwzięcia miały Fundacja Lotos oraz Stowarzyszenie Weteranów Armii Polskiej, Okręg nr 2 w Nowym Jorku.
Pomnik to ostatnie dzieło  Andrzeja Pityńskiego. Artysta  bezpłatnie wykonał jego projekt, użył do tego swoich materiałów i pozyskał środki, które pokryły koszt wysyłki pomnika do Polski.